# Nymphon nipponense
Nymphon nipponense är en havsspindelart som beskrevs av Hedgpeth, J.W. 1949. Nymphon nipponense ingår i släktet Nymphon och familjen Nymphonidae. Inga underarter finns listade i Catalogue of Life.